# Bougainvillea trollii
Bougainvillea trollii är en underblomsväxtart som beskrevs av Anton Heimerl. Bougainvillea trollii ingår i släktet Bougainvillea och familjen underblomsväxter. Inga underarter finns listade i Catalogue of Life.